# Женская сборная ветеранов Нидерландов по кёрлингу
Женская сборная ветеранов Нидерландов по кёрлингу — национальная женская сборная команда, составленная из игроков возраста 50 лет и старше. Представляет Нидерланды на международных соревнованиях по кёрлингу. Управляющей организацией выступает Ассоциация кёрлинга Нидерландов (нидерл. Nederlandse Curling Bond, англ. Netherlands Curling Association).

## Результаты выступлений

### Чемпионаты мира
| Год        | Место          | И              | В              | П              | Состав (скипы выделены шрифтом) | Состав (скипы выделены шрифтом) | Состав (скипы выделены шрифтом) | Состав (скипы выделены шрифтом) | Состав (скипы выделены шрифтом) | Состав (скипы выделены шрифтом) |                |
| Год        | Место          | И              | В              | П              | четвёртый                       | третий                          | второй                          | первый                          | запасной                        | тренер                          |                |
| ---------- | -------------- | -------------- | -------------- | -------------- | ------------------------------- | ------------------------------- | ------------------------------- | ------------------------------- | ------------------------------- | ------------------------------- | -------------- |
| 2002       | не участвовали | не участвовали | не участвовали | не участвовали | не участвовали                  | не участвовали                  | не участвовали                  | не участвовали                  | не участвовали                  | не участвовали                  | не участвовали |
| 2003       | 8              | 9              | 3              | 6              | Beatrice Miltenburg             | Marijke Paulissen-Walschots     | Sylvia Van Der Pluijm           | Hannie Gast                     |                                 | John Paulissen                  |                |
| 2004       | не участвовали | не участвовали | не участвовали | не участвовали | не участвовали                  | не участвовали                  | не участвовали                  | не участвовали                  | не участвовали                  | не участвовали                  | не участвовали |
| 2005       | 8              | 7              | 5              | 2              | Beatrice Miltenburg             | Marijke Paulissen-Walschots     | Sylvia Van Der Pluijm           | Wil Kerkvliet                   |                                 |                                 |                |
| 2006       | 10             | 5              | 2              | 3              | Sylvia Van Der Pluijm           | Els Neeleman                    | Wil Kerkvliet                   | Rose-Marie Berghuijs            |                                 |                                 |                |
| 2007—н. в. | не участвовали | не участвовали | не участвовали | не участвовали | не участвовали                  | не участвовали                  | не участвовали                  | не участвовали                  | не участвовали                  | не участвовали                  | не участвовали |

(данные с сайта результатов и статистики ВФК: )